# Mariella Farré
Mariella Farré (nascida em 1963 no cantão de Turgóvia, Suíça com o nome verdadeiro Gabriella Filomeno) é uma cantora helvética de ascendência  italiana, ficou conhecida no resto da Europa por ter representado a Suíça no Festival Eurovisão da Canção em 1983 (cantora solo) e em 1985 num duo com Pino Gasparini.
A primeira tentativa para participar na Eurovisão foi em 1981, quando participou na final suíça, onde com a sua canção  "Una cosa meravigliosa" terminou em sexto e último lugar da competição .Ele teve mais sorte em 1983 com a canção "Io così non ci sto" ("Eu não gosto deste caminho"),  onde venceu a final suíça e ganhou o direito de participar no Festival Eurovisão da Canção 1983 que se realizou em Munique a 23 de abril e onde ela terminou num decec(p)cionante 15.º lugar entre 20 participantes.  Apesar do mau resultado obtido na Eurovisão, regressou à final suiça em 1985 com duas canções: uma canção a solo "Oh, mein Pierrot" (Oh meu Pierrot!) e "Piano, piano",um dueto com Pino Gasparini (ele que havia participado pela Suíça em 1977 na banda Pepe Lienhard Band).  "Piano, Piano" (canção cantada em alemão) foi a vencedora da final suíça desse ano, ganhando o direito de representarem a Suíça no Festival Eurovisão da Canção 1985 realizado em Gotemburgo em 4 de maio desse ano. Farré conseguiu um resultado um pouco melhor do que em 1983, 12.º entre 19 participantes.
Farré desiludida com classificações relativamente fracas na Eurovisão, e também por não ter um grande sucesso no seu país natal, decidiu mudar de carreira e virou-se para a dança e coreografia, onde fez uma carreira de sucesso. Na atualidade possui e gere duas escolas de dança no cantão de Argóvia, um cantão no norte da Suíça, em Brugg e Wohlen.